# Chouteau (Oklahoma)
Chouteau – miasto w Stanach Zjednoczonych, w stanie Oklahoma, w hrabstwie Mayes.